# Aksel Hennie

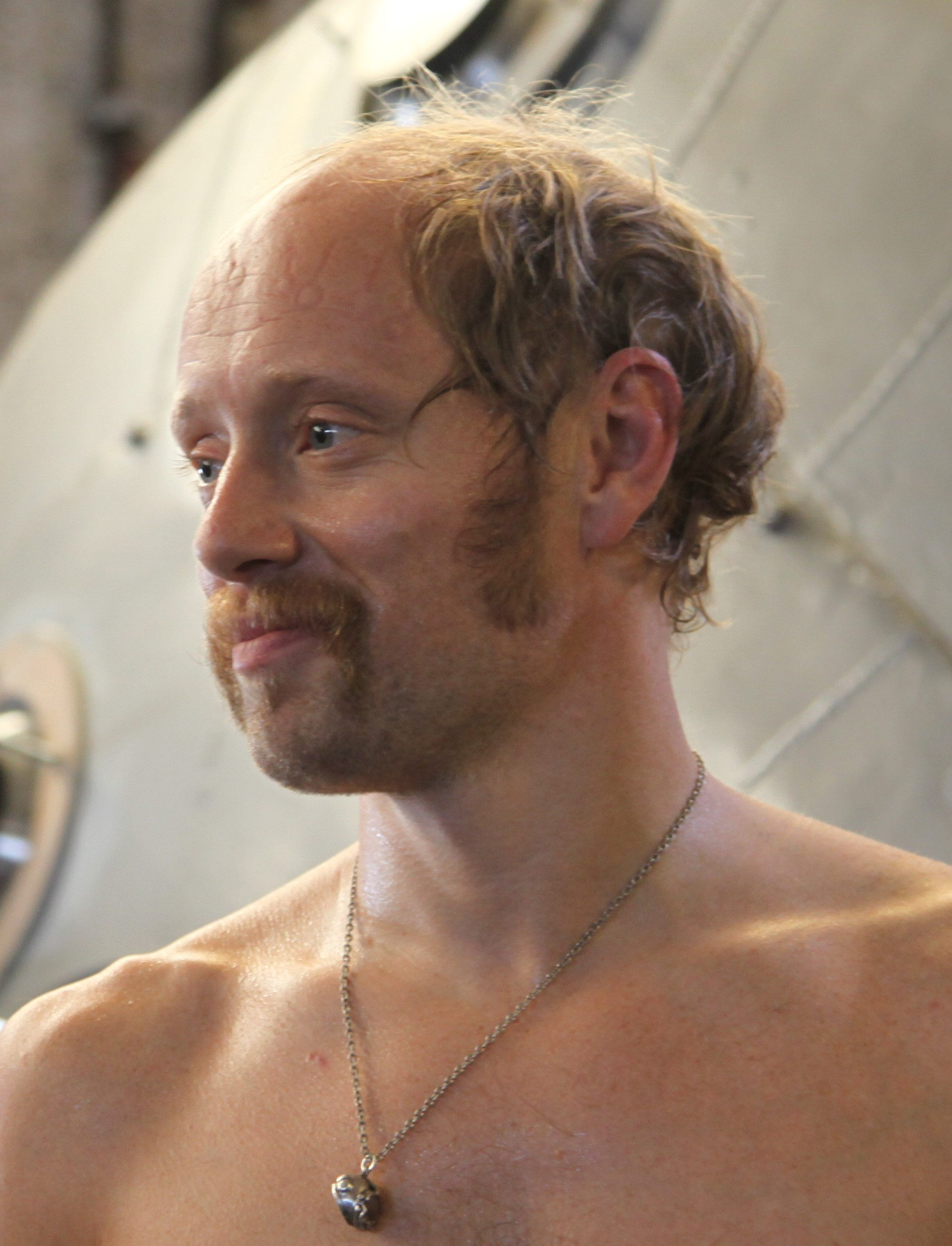
Aksel Hennie, 2012 zur Präsentation des Filmes Pioneer.

Aksel Hennie (* 29. Oktober 1975 in Oslo) ist ein norwegischer Schauspieler, Regisseur und Drehbuchautor. Bekannt wurde er vor allem durch seine Hauptrolle in Headhunters. Hennie spielte die gleichnamige Hauptrolle im Film Max Manus, der die Geschichte der Widerstandskämpfer im von Deutschland besetzten Norwegen erzählt. Der Film gehört zu den aufwendigsten jemals in ganz Nordeuropa gedrehten Filmen. Von 2009 bis Februar 2013 war er mit der norwegischen Sängerin Tone Damli liiert.

## Karriere
Hennie erhielt seine Schauspielausbildung an der Staatlichen Theaterhochschule Oslo und spielte seitdem mehrere Hauptrollen, unter anderem am Norwegischen Staatstheater. 2006 spielte er am Neuen Osloer Theater Shakespeares Hamlet sowie in der Spielzeit von 2009 bis 2010 die Rolle des Oswald in TanGhost, welches auf Ibsens Gespenster basiert.

## Filmografie (Auswahl)
- 1998: Der Tod hat eine Postleitzahl (1732 Høtten)
- 2003: Jonny Vang
- 2003: Kim und die Wölfe (Ulvesommer)
- 2003: Buddy
- 2004: Cry in the Woods (Den som frykter ulven)
- 2004: Hawaii, Oslo
- 2004: Uno (auch Regie und Drehbuch)
- 2008: Max Manus
- 2008: Der Kommissar und das Meer (Kommissarien och havet, Fernsehserie)
- 2008: Kurt blir grusom (Synchronstimme)
- 2010: Ein Mann von Welt (En ganske snill mann)
- 2011: Headhunters (Hodejegerne)
- 2011: Age of Heroes
- 2013: Pioneer
- 2014: Hercules
- 2015: Last Knights – Die Ritter des 7. Ordens (Last Knights)
- 2015: Der Marsianer – Rettet Mark Watney (The Martian)
- 2016: Nobel (Fernsehserie)
- 2018: The Cloverfield Paradox
- 2018: Mordene e Kongo
- 2020: The Doorman – Tödlicher Empfang (The Doorman)
- 2021: The Middle Man
- 2021: The Trip – Ein mörderisches Wochenende (I onde dager)
- 2022: Sisu